# 攻擊媒介
攻擊媒介（attack vector）也稱為攻擊載體、攻擊向量或來侵方向，是计算机安全名詞，是指可以攻击資訊系統，破壞其安全性的特定路徑、方法或是情景。依此一名詞源自生物学上攜帶和傳播疾病的病媒（Vector）的類似概念。攻擊媒介可能會被個人利用、被程式利用，也有可能以複合的方式來進行攻擊。
攻擊是有許多步驟的程序。例如有一個看似無害的文件中加了惡意程式（使用者沒有同意執行的程式，所進行的功能也不是使用者同意進行的功能），傳送給终端用户。若终端用户沒有留意，開啟此一文件，執行了惡意程式（也稱為负载），惡意程式開始進行有害的操作，可能包括繼續散佈惡意程式、在資訊系統中進行未授權的存取、偷竊或是加密使用者的資料等。
為了要減少安裝後會發現的機會，惡意程式一般也會放在看似無害的程式中，以達到混淆的目的。
常見的攻擊媒介有：
- 利用缓冲区溢出，這也是衝擊波蠕蟲可以傳播的原因。
- 利用網頁或是電子郵件系統，會載入並且執行JavaScript或是其他巨集程式，不會限制其機能的特性。
- 利用網路協定的缺陷，在網路連線的另一端進行未授權的行為。
- 钓鱼式攻击：向終端用戶發送欺騙性的訊息，讓用戶提供其機密資訊（例如密碼）。

恶意软件是看似正常的軟體，但其中有一些用戶者未同意，也不是用戶者使用目的的額外行為。
恶意软件的例子有：
1. 特洛伊木马
2. 廣告軟體
3. 间谍软件

## 和攻擊表面的差異
攻擊媒介和攻擊表面（attack surface）意義略有不同。依趨勢科技的定義，攻擊媒介是「所有攻擊者可以入侵系統的手段」，而攻擊表面是「攻擊媒介所產生漏洞的總和」。

## 註解
1. ↑  攻擊向量應該是直接由英文attack vector翻譯的詞，但此處的vector其實不是向量。